# Yukiko Ebata
Yukiko Ebata (7 de novembro de 1989) é um jogadora de voleibol japonesa.
Com 1,76 m de altura, Ebata é capaz de atingir 3,05 m no ataque e 2,9 m quando bloqueia.

## Carreira
Ebata disputou o Campeonato Mundial de Voleibol Feminino de 2010, realizado no Japão, no qual a seleção de seu país terminou na terceira colocação.